# Venezuela-Baumwollschwanzkaninchen
Das Venezuela-Baumwollschwanzkaninchen (Sylvilagus varynaensis) ist eine Säugetierart aus der Gattung der Baumwollschwanzkaninchen (Sylvilagus) innerhalb der Hasenartigen (Lagomorpha). Die Art ist endemisch in Venezuela.

## Merkmale
Das Venezuela-Baumwollschwanzkaninchen ist eine mittelgroße Art seiner Gattung mit einer Kopf-Rumpf-Länge von 43,4 bis 44,5 Zentimetern. Es handelt sich damit um die größte der drei in Südamerika auftretenden Arten der Baumwollschwanzkaninchen, zu denen neben dieser Art Unterarten des Florida-Waldkaninchens (S. floridanus) sowie das Tapeti oder Brasilien-Waldkaninchen (S. brasiliensis) zählen.

## Verbreitung

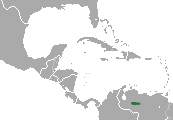
Verbreitungsgebiet des Venezuela-Baumwollschwanzkaninchens

Das Verbreitungsgebiet des Venezuela-Baumwollschwanzkaninchens beschränkt sich auf das Flachland Venezuelas in den Bundesstaaten Barinas, Portuguesa und Guárico. Bislang sind nur einzelne Fundorte bekannt, die für die wissenschaftliche Erstbeschreibung genutzt wurden. Es wird jedoch angenommen, dass das Verbreitungsgebiet größer ist als bislang bekannt.
Innerhalb des Verbreitungsgebietes lebt das Venezuela-Baumwollschwanzkaninchen wahrscheinlich sympatrisch mit dem Florida-Waldkaninchen sowie dem Tapeti.

## Lebensweise
Über die Lebensweise des Venezuela-Baumwollschwanzkaninchens liegen nur sehr wenige Informationen vor. Entsprechend den bisher bekannten Funden sind die Tiere sehr eng an eine durch Sida- und Malvastrum-Arten geprägte Vegetation gebunden, die als Savannentyp mit niedrigen Büschen und krautigen Pflanzen beschrieben wird. Diese untersuchten Gebiete lagen in der Nähe von tropischen Trockenwäldern.
Sie ernähren sich vor allem von Sida-Arten. Die Fortpflanzungszeit umfasst wahrscheinlich einen Großteil des Jahres. Die untersuchten Tiere deuteten auf eine besonders hohe Paarungsaktivität im September bis Dezember hin, insgesamt konnte jedoch eine Spanne von etwa 270 Tagen als Reproduktionszeit nachgewiesen werden. Die Tragzeit dauert 35 Tage, die durchschnittliche Wurfgröße beträgt 2,63 Jungtiere pro Wurf und Weibchen.

## Systematik
Das Venezuela-Baumwollschwanzkaninchen wird als eigenständige Art den Baumwollschwanzkaninchen (Gattung Sylvilagus) zugeordnet. Innerhalb der Art werden keine Unterarten unterschieden.
Die Erstbeschreibung des Venezuela-Baumwollschwanzkaninchens erfolgte 2001 durch die Wissenschaftler Pedro Durant und Manuel A. Guevara von der Universidad de Los Andes in Mérida, Venezuela und wurde in der Zeitschrift Revista de Biología Tropical veröffentlicht. Bereits 2000 erschienen zwei weitere Artikel der Autoren zum Lebensraum und zur Lebensweise der Art.

## Gefährdung und Schutz
Das Venezuela-Baumwollschwanzkaninchen wird von der International Union for Conservation of Nature and Natural Resources (IUCN) aufgrund der sehr geringen Menge vorhandener Daten zur Art nicht in die Kategorie „unzureichende Datenlage“ (data deficient) klassifiziert. Über die Populationsgröße liegen keine Daten oder Abschätzungen vor. Zu den Hauptgefährdungen der Art zählen vor allem menschliche Einflüsse wie Rodungen und Lebensraumumwandlungen für die landwirtschaftliche Nutzung. Hinzu kommt die Bejagung durch den Menschen sowie vor allem durch verwilderte Haushunde und die Konkurrenz mit Haustieren.

## Belege
1. 1 2 3 4 5 6  Sylvilagus varynaensis in der Roten Liste gefährdeter Arten der IUCN 2012.2. Eingestellt von: P. Durant, M.A. Guevara, 2008. Abgerufen am 29. November 2012.
2. 1 2  Don E. Wilson & DeeAnn M. Reeder (Hrsg.): Sylvilagus varynaensis (Memento des Originals vom 24. Mai 2016 im Internet Archive)  Info: Der Archivlink wurde automatisch eingesetzt und noch nicht geprüft. Bitte prüfe Original- und Archivlink gemäß Anleitung und entferne dann diesen Hinweis. in Mammal Species of the World. A Taxonomic and Geographic Reference (3rd ed).
3. ↑  Pedro Durant, Manuel A. Guevara: A new rabbit species (sylvilagus, Mammalia: leporidae) from the lowlands of venezuela. Revista de Biología Tropical 49 (1), 2001; S. 369–381. (Abstract)
4. ↑  Pedro Durant, Manuel A. Guevara: Habitat of a Venezuelan lowland rabbit, Sylvilagus varynaensis (Lagomorpha: Leporidae). Revista de Ecologia 7 (1-2), 2000; S. 1–10. (Volltext, PDF (Memento des Originals vom 4. März 2016 im Internet Archive)  Info: Der Archivlink wurde automatisch eingesetzt und noch nicht geprüft. Bitte prüfe Original- und Archivlink gemäß Anleitung und entferne dann diesen Hinweis.)
5. ↑  Pedro Durant, Manuel A. Guevara: Reproduction and productivity in Sylvilagus varynaensis, a lowland Venezuelan rabbit. Zoocriaderos 3 (1), 2000: S. 1–10. (Volltext, PDF (Seite nicht mehr abrufbar, festgestellt im Mai 2019. Suche in Webarchiven)  Info: Der Link wurde automatisch als defekt markiert. Bitte prüfe den Link gemäß Anleitung und entferne dann diesen Hinweis.)